# Адамов, Иван Васильевич
Иван Васильевич Адамов (10 октября 1922 — 10 сентября 2000) — горнорабочий очистного забоя шахты «Кадыкчанская-10» Аркагалинского шахтоуправления, Герой Социалистического Труда (29 июня 1966 года).

## Биография
Родился в с. Арсеневка Курской области.
Участник Великой Отечественной войны.
После демобилизации работал на угольной шахте в Донбассе.
В 1955 г. по договору переехал на Север на работу в Аркагалинское шахтоуправление на должность проходчика.
Также освоил специальности бурильщика, слесаря, скрепериста, крепильщика.
С 1964 г. возглавлял бригаду очистного забоя шахты «Кадыкчанская-10». Был инициатором внедрения метода скоростной проходки горных выработок, который в два раза увеличил темпы
проходки.
Указом Президиума Верховного Совета СССР от 29 июня 1966 г. «за выдающиеся заслуги в выполнении заданий семилетнего плана по развитию угольной и сланцевой промышленности и достижение высоких технико-экономических показателей в работе» удостоен звания Героя Социалистического Труда.
С 1977 г. на пенсии, с 1980 г. жил в Донецке, с 1988 г. — в Магадане, где похоронен на Аллее Славы.
Награждён орденами Ленина, Трудового Красного Знамени, медалями, знаками отличия.